# Dirección General de Costes de Personal
La Dirección General de Costes de Personal (DGCP) de España es el órgano directivo del Ministerio de Hacienda, adscrito a la Secretaría de Estado de Presupuestos y Gastos, responsable de la elaboración de las propuestas normativas a incluir en el Anteproyecto de Ley de Presupuestos Generales del Estado en materia de costes de personal, en el marco de la planificación estratégica de recursos humanos. Asimismo, le corresponde informar con carácter preceptivo en las decisiones que afecten a la envolvente global de gasto de las políticas relativas a recursos humanos y regímenes retributivos del sector público.
Igualmente, le corresponderán las competencias de ordenación, propuesta normativa, análisis y control presupuestario en materia de personal de los entes del sector público empresarial y fundacional, a excepción de las entidades adscritas al Ministerio para la Transformación Digital y de la Función Pública y al Ministerio de Ciencia, Innovación y Universidades.
El director general de Costes de Personal es, desde enero de 2024, Antonio Miguel Cervera Guerrero.

## Historia
La DGCPPP fue creada por Real decreto de 20 de febrero de 1987 dentro del Ministerio de Economía y Hacienda y bajo la dependencia de la Secretaría General de Planificación y Presupuestos.
A este órgano directivo se le conferían las competencias sobre costes derivados de medidas relativas a las retribuciones activas y pasivas del personal y de la dotación de puestos de trabajo a los órganos de la administración, la propuesta de normativa y la gestión del sistema de clases pasivas del estado, y las relativas a las interrelaciones entre los distintos sistemas de pensiones públicas. Para ello, se estructuraba mediante las subdirecciones generales de Costes de Personal Funcionario, de Costes de Personal Laboral, de Pensiones Públicas y Prestaciones de Clases Pasivas, de Gestión de Clases Pasivas y Pensiones Especiales, y de Análisis de Costes de Personal.
A partir de 1996 se fusionaron las subdirecciones de costes tanto del personal laboral como el de funcionario y se conservó la Subdirección General de Gestión de Clases Pasivas, el resto se modificaron añadiéndose las subdirecciones generales de Análisis de Retribuciones del Personal Funcionario y Laboral y de Ordenación Normativa y Recursos e Información de Clases Pasivas.
En 2004 se fusionaron las competencias sobre costes y análisis pero a través de dos subdirecciones generales distintas, una para el análisis de los costes y retribuciones del personal funcionario y otro laboral, quedando las subdirecciones de Gestión de Clases Pasivas y de Ordenación Normativa y Recursos e Información de Clases Pasivas intactas. En 2008 se adquirió gran parte de la actual estructura con las subdirecciones de Estudios de Costes y Análisis de Retribuciones, de Gestión de Retribuciones y Puestos de Trabajo y de Gestión de Clases Pasivas. La Subdirección General de Ordenación Normativa y Recursos e Información de Clases Pasivas se mantuvo hasta 2011, cuando debido a la «culminación del proceso de unificación de la nómina de Clases Pasivas, y la puesta en marcha de la sede electrónica» se atribuyeron plenamente todas las funciones relacionadas con la información de Clases Pasivas a la actual Subdirección General de Gestión de Clases Pasivas.
En 2020 fue renombrada como Dirección General de Costes de Personal al perder las competencias sobre las clases pasivas del Estado, que pasaron al Ministerio de Inclusión, Seguridad Social y Migraciones a través del Instituto Nacional de la Seguridad Social.

## Estructura y funciones
De la Dirección General dependen los siguientes órganos directivos:
- La Subdirección General de Ordenación Normativa y Recursos, a la que le corresponde el examen, informe y propuesta e interpretación de las normas presupuestarias en materia de gastos de personal, en el marco de la planificación estratégica de recursos humanos; el control de costes de personal y la fijación de los criterios generales de aplicación de las normas sobre retribuciones del sector público empresarial y fundacional; el control del impacto en el gasto público mediante el informe presupuestario preceptivo de las disposiciones en materia de retribuciones e indemnizaciones y de los instrumentos de planificación de recursos humanos, así como del Plan General de Recursos Humanos; el estudio e informe sobre la adecuación de las normas de las comunidades autónomas al orden constitucional de distribución de competencias, en el marco de los gastos de personal; la tramitación y propuesta de resolución de las reclamaciones y recursos interpuestos contra las resoluciones competencia de la Dirección General; prestar el apoyo preciso durante el proceso de debate parlamentario del proyecto de ley de Presupuestos Generales del Estado; y el informe de las disposiciones legales y reglamentarias, en su fase de elaboración y aprobación de acuerdo con el cumplimiento de las exigencias de los principios de estabilidad presupuestaria y sostenibilidad financiera, cuando así lo establezca la legislación aplicable o sea solicitado por los órganos de los que dependa.
- La Subdirección General de Estudios y Análisis, a la que le corresponde el análisis, seguimiento, elaboración de informes, estadísticas, y previsiones presupuestarias en materia de gastos de personal; la cuantificación de los costes de personal en orden a la elaboración del correspondiente informe y propuesta de inclusión en los Presupuestos Generales del Estado; el estudio, análisis y diagnóstico en materia de efectivos y retribuciones del sector público; y el análisis y estimación del impacto presupuestario en los costes de personal de las ofertas de empleo público de la Administración del Estado.
- La Subdirección General de Gestión de Costes, a la que la elaboración del informe preceptivo sobre la masa salarial y la acción social del personal laboral del sector público estatal en los términos que establezca la normativa presupuestaria; la elaboración de informes preceptivos sobre los acuerdos, convenios, pactos o instrumentos similares con efectos económicos sobre los costes de personal y los relativos a la determinación y modificación de las condiciones retributivas del personal laboral y no funcionario del Sector Público Estatal previstos en las normas presupuestarias; el ejercicio de las competencias en materia de autorización de convenios y acuerdos que tenga atribuidas como Secretaría de la Comisión de Seguimiento de la Negociación Colectiva de las Empresas Públicas; la autorización para la contratación del personal laboral y para el nombramiento del personal funcionario interino, en el ámbito del sector público estatal empresarial y fundacional; la elaboración de la propuesta de clasificación de entidades del sector público estatal empresarial y fundacional; la elaboración del informe y propuesta de determinación de retribuciones de altos cargos, de acuerdo con su normativa específica; la resolución de adecuación a la normativa presupuestaria de las retribuciones anuales del personal directivo; el análisis de los objetivos y actuaciones de los subsectores empresarial y fundacional del sector público estatal y de su coherencia con las políticas de gasto en colaboración con la Dirección General de Presupuestos; el análisis y seguimiento de la actividad económico-financiera y presupuestaria de los subsectores empresarial y fundacional del sector público estatal, en colaboración con la Dirección General de Presupuestos.

## Directores generales
- Elena Salgado Méndez (1987-1991)
- Luis Herrero Juan (1991-1994)
- José Luis Blanco Sevilla (1994-2002)
- José Antonio Godé Sánchez (2002-2006)
- Carmen Román Riechmann (2006-2009)
- José Antonio Benedicto Iruiñ (2009-2012)
- Juan José Herrera Campa (2012-2024)[11]
- Antonio Miguel Cervera Guerrero (2024-presente)[3]

## Presupuesto
La Dirección General de Costes de Personal tiene un presupuesto de 6 388 330 € para el año 2023. De acuerdo con los presupuestos generales del Estado para 2023, la DGCP participa en un único programa:
| Programa                     | Objetivo                     | Dotación    | Ref.   |
| ---------------------------- | ---------------------------- | ----------- | ------ |
| Programa 931N                | Política presupuestaria      | 6 388 330 € | [ 12 ] |
| Total presupuesto de la DGCP | Total presupuesto de la DGCP | 6 388 330 € |        |